# Le Cardinal-infant Fernando d'Autriche chasseur
Le portrait du Cardinal-infant don Fernando d'Autriche chasseur est une huile sur toile de Diego Vélasquez peinte entre 1634 et 1636 et conservée au musée du Prado depuis l'ouverture du musée en 1819.

## Le thème de la chasse
Le roi Philippe IV d'Espagne avait chargé Vélasquez d'une série de toiles sur le thème de la chasse, destinés à décorer son nouveau pavillon de chasse, la Tour de la Parada, construite sur le Mont du Pardo, près de Madrid. Ce pavillon se changea rapidement en l'un des plus importants musées de peintures où furent exposés une longue série de toiles sur les Métamorphoses d'Ovide peintes par Rubens. Ce pavillon était exclusivement réservé à la cour, et personne d'autre n'y avait accès. Il s'y trouvait de très nombreuses toiles mythologiques et une grande variété de nus.
Vélasquez peignit pour la Tour de la Parada d'autres toiles sur le thème de la chasse : Le Prince Baltasar Carlos chasseur et Philippe IV en costume de chasseur. Les trois œuvres ont plusieurs points en commun : leur format étroit, le personnage représenté de ¾, les fusils de chasse à la main, et le costume de chasse des protagonistes. On sait que le peintre travailla sur de nombreuses autres toiles sur ce thème mais aucune autre ne se trouve en Espagne.

## Description
Don Fernand d'Autriche était le frère du roi Philippe IV d'Espagne. Il est représenté regardant directement le spectateur et vêtu d'un costume  noir et argent duquel se détachent les gants de chamois. Il tient un fusil de ses deux mains, et à ses pieds se trouve un chien de chasse de couleur cannelle.